# اتابکان لر بزرگ
اتابکان لر بزرگ (۵۵۰ تا ۸۲۷ ق)/(۱۱۵۵ تا ۱۴۲۴ م) که به هزار اسپیان و آل فضلویه هم معروف هستند، نام دودمانی محلی در منطقه لر بزرگ است.

گستره حکومت اتابکان هزار اسب و لر کوچک

منطقه لر بزرگ شامل چهارمحال بختیاری، نیمه بختیاری خوزستان، کهگیلویه و بویراحمد، غرب اصفهان و شرق لرستان کنونی می‌شده است. مؤسس این سلسله ابوطاهر نام داشت و پایتخت این امرا شهر ایذه (ایذج) بود.
اتابکان هزار اسب تا نیمه اول قرن نهم باقی بودند و آخرین ایشان که غیاث الدین کاوس نام داشت به دست سلطان ابراهیم پسر شاهرخ تیموری برافتاد و سلسله ایشان به پایان رسید.

## تبار قومی
در برخی منابع آمده حکومت مملکت لر بزرگ به عقاب بدر (رئیس لر بزرگ) رسیده است، فتح الدین فضلویه یکی از اخلاف (نوادگان) بدر به مهاجرت اختیار نموده و جبل السماق که در شام است را مقر حکومت خود قرار داد در برخی منابع آنان لر تبار معرفی شده‌اند
در برخی از منابع نیز تبار آنان را کرد ذکر کرده‌اندنطنزی این حاکمان را عرب دانسته است. البته معین الدین نطنزی از لج لری اتابک یوسف شاه و عادت لر اتابک تکله لر صحبت کرده که این نظریه را رد می‌کند میرزای غفاری صاحب کتاب تاریخ جهان ارا جد فتح الدین فضلوی را به کی خسرو (پادشاه ایرانی) نسبت داده است.

## تاریخ اتابکان هزاراسپی
ولایت لرستان دو قسم است: لر بزرگ و لر کوچک، به اعتبار دو برادر که در قرب سنهٔ ثلاثمایه هجری (۳۰۰ه‍.ق) حاکم آنجا بوده‌اند: بدر نام حاکم لر بزرگ بود و منصور نام حاکم لر کوچک. بدر مدتی دراز در حکومت روزگار گذرانید.
چون او درگذشت، حکومت به پسرزادهٔ او نصرالدین محمد بن هلال بن بدر رسید و او حاکمی عادل بود و مدبر ملک او محمد خورشید. و در ان عهد نیمی از زمین لرستان در تصرف شولان بود و پیشوای ایشان سیف الدین ماکان روزبهانی بود و او را در آنجا خاندانی قدیم بود و از عهد اکاسره باز حاکم آن دیار بودند و حاکم ولایت شول را نجم الدین اکبر گفتندی و تا اکنون قوم شول در تصرف نوادگان اویند.
در سنهٔ خمسایه (۵۰۰ق) قریب صد خانوار که مستوفی آنها را کرد و نطنزی عرب دانسته، از جبل السماق شام، به سبب وحشتی که ایشان را با مهتر قوم خود افتاده بود، به لرستان آمدند و در خیل احفاد محمد خورشید که وزرا بودند نزول کردند، برسبیل رعیتی. بزرگ ایشان ابوالحسن فضلوی بود… او را پسری علی نام بود. چون علی درگذشت، از او پسری محمد نام بماند. جوانی دلاور بود. در خدمت سلغریان مرتبه بلند کرد. درین وقت سلغریان (ترکمنان) در فارس حاکم بودند. اما هنوز اسم پادشاهی نداشتند. چون او نیز نماند، پسری ابوطاهر فضلوی کنیت داشت. جوانی شجاع بود. در خدمت اتابک سنقر مرتبه بلند کرد. اتابک سنقر را با حکام شبانکاره خصومت بود. ابوطاهر را با سپاهی گران به جنگ ایشان فرستاد.
بعد از محاربات مظفر به فارس آمد. اتابک سنقر او را نوازش نمود و گفت از من چیزی بخواه… ابوطاهر گفت اگر فرمان بود و به لشکر مدد باشد ملک لرستان جهت اتابک صافی کنم. اتابک سنقر او را لشکر داد و به لرستان فرستاد.
ابوطاهر به صلح و جنگ به وعد و وعید و فریب و شکیب توانست ملک لرستان در ضبط آورد و چون تمکین و استقرار یافت، هوس استقلال کرد و خود را اتابک خواند و عصیان نمود و کار ان ملک بر او قرار گرفت، در سنهٔ خمسین و خمس مایه. بعد از مدتی درگذشت و پنج پسر یادگار گذاشت: هزاراسپ و بهمن و عمادالدین پهلوان و نصرة الدین ایلواکوش و قزل. به حکم وصیت و اتفاق برادران.
اتابک هزاراسپ که مهین و بهین همه بود، قائم مقام پدر شد و عدل و داد ورزید. در عهد او ملک لرستان رشک بهشت گشت و بدین سبب اقوام بسیار از جبل السماق شام بدو پیوستند: چون گروه عقیلی از نسل علی ابن ابی طالب و گروه هاشمی از نسل هاشم بن عبدمناف و دیگر طوایف متفرق چون: آسترکی، مما کویه، مختاری، جوانکی بیدانیان، زاهدیان، علائی، کمایی، کوتوند، بتوند، بوازکی، شوند، زاکی، جاکی، هارونی، اشکی، کوی لیراوی، ممویی، یحفومی، کمانکشی، مماسنی، ارملکی، توانی، کسدانی، مدیحه، اکورد، کولارد، چون گروه عقیلی (عرب) و گروه هاشمی (عرب) و دیگر قبائل که انساب ایشان معلوم نیست.
چون این جماعت به هزار اسف و برادران پیوستند، ایشان را قوت و شوکت زیاد شد. بقایای شولان را به زخم شمشیر از ان ولایت بیرون کردند و یکبار بر ان دیار مستولی شدند. پس دیار شولستان نیز مسخر کردند و شولان منهزم به فارس رفتند.
هزار اسف و برادران تمامت لرستان و شولستان و کردارکان کهپایه لرستان تا چهار فرسنگی اصفهان، در ضبط خود آوردند. اتابک به تکلهٔ سلغری چند نوبت لشکر به جنگ ایشان فرستاد مقهور و مکسور با پیش او رفتند و بیشتر نزاع ایشان به جهت قلعه مانجست که حضی حصین و رکن رکین است بود و هزار اسف می‌گفت از قبل اتابک محافظ این قلعه‌ام. چون اتابک تکلهٔ ساغری را دفع او دست نمی‌داد به مصالحت و مصاهرت رغبت نمود و کار هزار اسف عروجی تمام یافت. هر موضع که قابل زراعت دید دیه‌ها ساخت و درو مردمان نشاند و هیچ جای خراب نگذاشت. پس پسر خود تکله را به خدمت ناصر خلیفه فرستاد و التماس اتابکی کرد. خلیفه التماس او مبذول داشت و او را منشور و تشریف داد.
چون هزار اسف درگذشت، تکله لُر که نوادهٔ سلغریان فارس بود، قائم مقام پدر گشت. چون خبر وفات هزار اسف به فارس رسید، اتابک سعد سلغری، جهت آزاری که به واسطهٔ شکست شولان از لران داشت، جمال الدین عمر لالبا را که عم زادهٔ هزار اسف بود، با ده هزار پیاده شول و ترکان به جنگ تکله فرستاد. به نزدیک قلعه پیرو به اتابک تکله رسیدند. با او پانصد سوار بود. ناچار در مقابله ایشان به مقاتلت بازایستاد. چون کثرت خصمان را بود، عزیمت هزیمت داشت. ناگاه تیری بر جمال الدین عمرلالبا آمد و بدان تباه شد و شکست بر لشکر فارس افتاد و کار اتابک تکله عروجی تمام یافت. سلغریان سه نوبت دیگر لشکر به جنگ او فرستادند و هر سه بار مقهورو مغلوب بازگشتند. بعد از ان اتابک تکله با لشکری گران آهنگ لر کوچک کرد. در ان وقت حسام الدین خلیل پسر زادهٔ شجاع الدین خورشید، حاکم لر کوچک بود. میانشان محاربات بسیار رفت. عاقبت حسام الدین خلیل از او ستوه شد و بعضی ولایات لر کوچک در تصرف اتابک تکله آمد و تکله با وطن مألوف رفت.

## فهرست اتابکان لر بزرگ و مدت امارتشان
اتابکان لر بزرگ تا نیمه اول قرن نهم باقی بودند و آخرین حاکم اتابکان لر غیاث الدین کاوس نام داشت به دست سلطان ابراهیم میرزا تیموری پسر شاهرخ تیموری حاکم فارس برافتاد و سلسله ایشان انقراض یافت.
- ابوطاهر در حدود ۵۵۰ هجری قمری
- اتابک هزاراسپ بن ابی طاهر تا ۶۲۶.
- عمادالدین پهلوان بن هزاراسب از ۶۲۶ تا ۶۴۲.
- نصرةالدین کلجه پسر هزاراسب از ۶۴۲ تا ۶۴۹.
- تکله پسر هزاراسب از ۶۴۹ تا ۶۵۶.
- شمس الذین الب ارغو پسر هزار اسب از ۶۵۶ تا۶۷۲.
- یوسف شاه بن الب ارغو از ۶۷۲ تا ۶۸۸.
- افراسیاب بن یوسف شاه از ۶۸۸ تا ۶۹۵.
- نصرةالدین احمدبن یوسف شاه از ۶۹۵ تا ۷۳۰.
- یوسف شاه دوم بن نصرةالدین احمد از ۷۳۰ تا ۷۴۰.
- افراسیاب دوم بن نصرةالدین احمد از ۷۴۰.
- نورالوردبن سلیمان شاه بن اتابک احمد تا ۷۵۷.
- اتابک پشنگبن سلغرشاه بن اتابک احمد از۷۵۷ تا ۷۹۲.
- پیر احمدبن اتابک پشنگ از ۷۹۲ تا ۷۹۸.
- ابوسعیدبن پیر احمد تا ۸۲۰.
- شاه حسین بن ابی سعید از ۸۲۰ تا ۸۲۷.
- غیاث الدین کاوس بن هوشنگ.

این امرا به هیچ وجه از امرای سلجوقی نبوده‌اند و از شاهزادگان سلجوقی نیز کسی را تحت حمایت و تربیت نداشته‌اند و عنوان اتابکان دربار آن‌ها به عنوان لقب و در واقع به معنی امیر و ملک مستقل است. (دایرةالمعارف فارسی، ج. ۱، ص. ۴۱)
بسیاری از سنوات راجع به سلطنت سلسله اتابکان لرستان تحقیقی نیست. غیر از سلسله اتابکان لرستان یک سلسله کوچک دیگری از اتابکان نیز در ناحیه لر کوچک حکومت کرده است و از اوایل قرن هفتم تا قرن دهم در آن ناحیه باقی بوده‌اند.